# Renzo Agresta
Renzo Pasquale Zeglio Agresta, född 27 juni 1985, är en brasiliansk fäktare.
Agresta har tävlat i sabel vid fyra olympiska spel: Aten 2004, Peking 2008, London 2012 och Rio de Janeiro 2016.